# Clarkton, North Carolina
Clarkton är en kommun (town) i Bladen County i North Carolina. Vid 2010 års folkräkning hade Clarkton 837 invånare.